# Morrillia
Morrillia — вимерлий рід хоботних із надродини Elephantoidea, ендемічний для Північної Америки в епоху плейстоцену з 1.81 до 0.3 Ma.

## Розповсюдження викопних решток
Розповсюдження викопних решток обмежене округом Навахо, штат Арізона, та округом Бріско, штат Техас.